# Stenochrus reddelli
Stenochrus reddelli är en spindeldjursart som först beskrevs av Verner Hawsbrook Rowland 1971.  Stenochrus reddelli ingår i släktet Stenochrus och familjen Hubbardiidae. Inga underarter finns listade i Catalogue of Life.